# Гедройці
Ґедройці (лит. Giedraičiai; пол. Giedroyciowie) — литовський княжий рід гербу «Гіпоцентавр».

## Походження
Згідно з родовою легендою XVI ст. походить від легендарного литовського князя Ґедруса. В XIV–XVI століттях деякі представники цієї родини переселилися на територію сучасних Білорусі, Росії й України.
Після останнього розділу Речі Посполитої між Росією, Австрією і Пруссією у 1795 році багато представників цього роду були позбавлені шляхетського титулу і дворянського положення в Російській імперії. Члени родини були вислані в Архангельськ, Читу та Іркутськ, їхнє майно і землі — конфісковані. Після закінчення терміна заслання їм не дозволили повернутися на місця попереднього проживання, члени родини перебували під наглядом царської поліції.

## Родовід
- Ґедрус (?—1267) — традиція вважає його першим князем ґедройцьким (?—1264/1266 рр.), який заснував Ґедройці. Після загибелі Тройната поставлений Войшелком полоцьким князем (1264/ 1266 — 1267 рр.).
  - Гінвіл Ґедрусович[джерело?] — легендарний князь Ґедройців.
    - Гурда Ґінвілович[джерело?] (?—1367) — легендарний князь Ґедройців.
      - Довмонт Ґурдович[джерело?] (?—1400) — князь Ґедройців.
        - Олександр
        - Гагуліс
          - Юрага-Юрій Ґурдович[джерело?] — легедарний князь, засновник роду Ґедройців-Юрага.

        - Петро Ґедройць 
          - Михайло Ґедройць (?—1485)

        - Ягайло-Адальберт Ґедройць (?—1450)
          - Бартоломей Ґедройць (?—1526)
            - Матеуш Бартоломейович Ґедройць[джерело?] (бл. 1500—1563) — державний діяч Великого князівства Литовського, підвоєвода віленський (1560—1563), маршалок господарський (1562—1563)
              - Мельхіор Матеушович Ґедройць[джерело?] (?—1608) — єпископ Жемайтійський, видавець перших друкованих книг на литовській мові.
              - Мартін Матеушович Ґедройць[джерело?] (?—1621) — державний діяч Великого князівства, полководець.

      - Тулунт Ґурдович (?) — легендарний литовський князь.

## Відомі представники
- Михайло Гедройць[pl] (?—1485) — блаженний, прийняв священство, прославився чудотворенням.
- Ґедройць Флоріян — козацький ватажок
- Князь Мельхіор Ґедройць (?—1608) — єпископ жемайтійський, видавець перших друкованих книг литовською мовою.
- Князь Ромуальд Ґедройць (1750—1824) — один зі сподвижників Костюшка.
- Князь Ґедройц, Юзеф Арнульф (1754—1838) — єпископ жмудський; публіцист, просвітник і перекладач; член Російського біблійного товариства.
- Княжна Віра Гнатівна Ґедройць (1870—1932) — одна з перших в Російській імперії, а надалі в Україні жінок-хірургів, поетеса і письменниця.
- Костянтин Каетанович Ґедройц (1872—1932) — російський і радянський ґрунтознавець-агрохімік, академік АН СРСР.
- Князь Михайло Михайлович Ґедройць (1856—1931) — російський генерал, герой російсько-японської війни.
- Князь Микола Антонович  Ґедройць (1860?—1933?) — меценат, засновник художніх музеїв в Миколаєві, Херсоні, Маріуполі, Дніпрі, Сумах та ряді міст Криму, Будинку-Музею Іллі Рєпіна в Чугуєві Харківської області. Автор ідеї Пересувних Художніх виставок і перший її реалізатор. Морський офіцер, випускник Санкт-Петербурзької Академії Мистецтв.
- Князь Володимир Цесаревич Ґедройць (1873—1941) — камергер імператорського двору Росії.
- Раїса Адамівна Ґедройць (Кудашева) (1878—1964) — автор вірша «В лесу родилась елочка».
- Єжи Ґедройць (1906—2000) — польський публіцист, політик, мемуарист.
- Ґедройць, Олексій Миколайович (1923—1992) — учитель, перекладач і письменник.
- Ґедройць, Аня Олексіївна (р. 1949) — актриса.
- Кокі Ґедройц (р. 1962) — британський кіно- і телережисер.
- Мел Ґедройц (р. 1968) — британська телеведуча, комік, актриса.